# Sofuhalil, Babaeski
Sofuhalil là một xã thuộc huyện Babaeski, tỉnh Kırklareli, Thổ Nhĩ Kỳ. Dân số thời điểm năm 2011 là 481 người.